# إلوود في. جنسن
إلوود في. جنسن (بالإنجليزية: Elwood V. Jensen) هو عالم أحياء وأستاذ جامعي وكيميائي أمريكي، ولد في 13 يناير 1920 في فارغو في الولايات المتحدة، وتوفي في 16 ديسمبر 2012 في سينسيناتي في الولايات المتحدة بسبب ذات الرئة.